# Dickie Hemric
Ned Dixon „Dickie” Hemric (ur. 29 sierpnia 1933 w Jonesville, zm. 3 sierpnia 2017 w Akron) – amerykański koszykarz, występujący na pozycji silnego skrzydłowego, mistrz NBA z 1957 roku.
Przez 55 lat dzierżył rekord NCAA w liczbie celnych rzutów wolnych (905), uzyskanych podczas całej kariery w Division I (DI), zanim nie został on poprawiony 28 lutego 2009 roku przez Tylera Hansbrough. Nadal jest rekordzistą DI w liczbie oddanych rzutów wolnych w karierze (1359).

## Osiągnięcia
Na podstawie, o ile nie zaznaczono inaczej.
NCAA
- Uczestnik rozgrywek Sweet Sixteen turnieju NCAA (1953)
- Mistrz turnieju konferencji SoCon (1953)
- 2-krotny Koszykarz Roku Konferencji Atlantic Coast (ACC – 1954, 1955)[6]
- Sportowiec Roku ACC (1955)
- MVP turnieju ACC (1954)[7]
- Zaliczony do:
  - I składu ACC (1954, 1955)
  - II składu All-American (1955)
  - III składu All-American według Associated Press (1954)
  - składu 50 najlepszych koszykarzy w historii ACC (ACC 50th Anniversary Men's Basketball Team – 2002)
- Drużyna uczelniana Wake Forest zastrzegła należący do niego numer 24

NBA
- Mistrz NBA (1957)[2]